# ビョルン・フローバルグ
ビョルン・フローバルグ（Bjørn Floberg）は、ノルウェーの俳優。

## 出演作品
- 私立探偵ヴァルグシリーズ（ハムレ）
- ホルテンさんのはじめての冒険（フロー）
- ギルティ
- キッチン・ストーリー（グラント）
- デュカネ　小さな潜水夫
- ディープ・リミット　限界深度
- ソフィーの世界
- 暗殺の瞬間
- 不眠症　オリジナル版　インソムニア
- 妄想技師
- キングスマン